# Cylon (Wisconsin)
Cylon ist eine Siedlung und eine unincorporated community im St. Croix County, Wisconsin, USA.
Die Siedlung liegt in der Nähe des Hutton Creek innerhalb der Town of Cylon.
Etwa ein Drittel der Bevölkerung sind deutscher Abstammung, zweitgrößte Gruppe sind diejenigen norwegischer, gefolgt von irischer und schwedischer Abstammung.

## Belege
1. ↑  Cylon Community Profile (Memento des Originals vom 9. April 2012 im Internet Archive)  Info: Der Archivlink wurde automatisch eingesetzt und noch nicht geprüft. Bitte prüfe Original- und Archivlink gemäß Anleitung und entferne dann diesen Hinweis.